# Villiers-sur-Tholon
Villiers-sur-Tholon foi uma comuna francesa na região administrativa de Borgonha-Franco-Condado, no departamento de Yonne. Estendia-se por uma área de 15,77 km². Em 2010 a comuna tinha 486 habitantes (densidade: 30,8 hab./km²).
Em 1 de janeiro de 2017, passou a formar parte da nova comuna de Montholon.